# The Number of the Beast (canción)
«The Number of the Beast» (en español: «El número de la Bestia») es la quinta canción del álbum homónimo y el séptimo sencillo de Iron Maiden. Fue escrita por el bajista Steve Harris en 1982. Dicha canción está inspirada en una serie de pesadillas que tuvo Steve sobre el poema «Tam o' Shanter» de Robert Burns. Esta canción es uno de los más grandes éxitos de Iron Maiden y casi siempre es tocada en los conciertos. Al principio de la canción hay una introducción que es interpretada por Barry Clayton, narrando un fragmento del Libro del Apocalipsis (Book of Revelation):

Here is wisdom
He that hath understanding count the number of the beast, for it is man's number.
It's Number
is Six Hundred And Sixty Six"
Aquí hay sabiduría.
El que tiene entendimiento, cuente el número de la bestia, pues es número de hombre.
Y su número es seiscientos sesenta y seis.
Apocalipsis 13:18

## Historia
La canción trata sobre un hombre que sueña que está en el infierno, con gente haciendo rituales satánicos, sacrificios y, en general, cosas "demoníacas". Aterrado, cree que debe de informar de lo que está sucediendo a la ley, pero finalmente, siente que no puede escapar de todo lo que cree que es un sueño y al final hace una advertencia en la que él regresará siendo más fuerte. La cita bíblica de los primeros diez segundos de la canción la grabó Barry Clayton, quien usó un estilo de voz muy similar a Vincent Price.

## Controversia
La canción, siendo también el título del álbum de 1982, ha sido blanco de acusaciones que tildaban al grupo de satánico. Se cree que la controversia se produjo por la pronunciación del 666 en el coro de la canción repetidas veces.
La agrupación respondió a las críticas en el álbum Piece of Mind, el cual adjunta un mensaje grabado al revés (o backmasking) al principio de la canción "Still Life" en la cual se puede escuchar a Nicko McBrain hablando como ebrio haciendo cita de una frase de Idi Amin Dada: "What ho said the t'ing with the three "bonce", do not meddle with things you don't understand" (Que le dijo el monstruo de tres cabezas,
no se meta en cosas que no entiende''), seguido por un eructo.
Cuando el video fue mostrado por primera vez en la cadena MTV, la apariencia de Eddie the Head debió ser modificada por reclamos reiterados de televidentes asustados.

## Lista de canciones
1. "The Number of the Beast"[2] (Steve Harris)- 4:49
2. "Remember Tomorrow" - 5:28

## Miembros
- Steve Harris – Bajo, coros
- Bruce Dickinson – Voz
- Dave Murray – Guitarra, primer solo de guitarra
- Adrian Smith – Guitarra, coros, segundo solo de guitarra
- Clive Burr – Batería